# Sphaerophoria qinglinensis
Sphaerophoria qinglinensis är en tvåvingeart som beskrevs av Huo 2006. Sphaerophoria qinglinensis ingår i släktet sländblomflugor, och familjen blomflugor. Inga underarter finns listade i Catalogue of Life.